# نانسي غرانت
نانسي غرانت هي منتجة أفلام كندية، ولدت في القرن العشرين.